# Музеј трубе у Гучи
Музеј трубе у Гучи посвећен је историјату Драгачевског сабора трубача. Смештен је у згради некадашње основне школе у Гучи, а отворен 2010. године.

## Музејска збирка
Сталну поставку на спрату музеја чине инструменти мајстора трубе који су своју славу стекли победом на Драгачевском сабору трубача. На зидовима је осликан развојни пут сабора од почетка па до данас. Намера је да се овим сачувају од заборава значајни догађаји везани за ову манифестацију и представе јавности. Аутор поставке је Снежана Ашанин, етнолог Народног музеја у Чачку. Приземни део музеја се користи као галеријски простор.

## Остале поставке
У оквиру Музеја трубе налази се и стална поставка "Хероина једног времена - Рајка Боројевић и драгачевске ткаље". Овим пројектом је представљена ткачка делатност драгачевских жена друге половине 20. века. Изложбеном поставком приказано је како је настала Драгачевска задруга жена и како су се најдаровитије ткаље из овог краја организовале. На пројекту су радиле Снежана Шапоњић Ашанин и Марија Павловић.